# Mark Gangloff
Mark Gangloff (nacido el 8 de junio de 1982 en Búfalo) es un nadador estadounidense que ganó una medalla de oro en los Juegos Olímpicos de 2004 al nadar en los 4 × 100 m en las preliminares de relevo. Gangloff quedó en el cuarto lugar en los 100 metros braza, también participó en los 100 metros braza en los Juegos Olímpicos de Pekín 2008 quedando en octavo lugar.
Ganglogg se asistió en la Preparatoria Firestone en Akron, Ohio y se graduó Universidad de Auburn en 2005 con un diploma de criminología. Gangloff también salió en la película de 2006 El Guardián.